# Thomas Linke
Pour les articles homonymes, voir Linke.
Thomas Linke, né le 26 décembre 1969 à Sömmerda, Thuringe (ex-RDA, aujourd'hui Allemagne), est un footballeur international allemand. Il évoluait au poste de défenseur central.
Ce solide défenseur fut l'un des grands artisans des succès du Bayern Munich, entre 1998 et 2005. Avec le club bavarois, il a remporté une Ligue des Champions en 2001 et 5 titres de champion d'Allemagne. Avec l'équipe d'Allemagne, il fut finaliste de la Coupe du monde 2002.

## Biographie

### En club
Thomas Linke a commencé sa carrière au Rot Weiss Erfurt en 1988-89. L'équipe est alors en Oberliga (la première division de la RDA). En 1991, en terminant à la troisième place le club est qualifié pour la 2.Bundesliga.
Du côté de Schalke 04, les dirigeants ne sont pas insensibles au talent de Linke. Il est recruté en 1992-93 et sera titulaire durant 6 saisons, remportant la Coupe UEFA en 1997.
En 1998, il signe au Bayern Munich où il sera fréquemment titulaire et il y remportera une Ligue des champions en 2001, quatre championnats d'Allemagne (1999, 2000, 2001 et 2003), une Coupe d'Allemagne en 2003 et une Coupe de la Ligue en 2001.

### En sélection
Il participe à la Coupe du monde 2002 s'illustrant par un but contre l'Arabie saoudite, compétition dans laquelle l'Allemagne finira deuxième, ayant perdu la finale face au Brésil. 

## Carrière
- 1988-1992 : Rot-Weiss Erfurt  Allemagne
- 1992-1998 : Schalke 04  Allemagne
- 1998-2006 : Bayern Munich  Allemagne
- 2006-2007 : Red Bull Salzbourg  Autriche[2]

## Palmarès
- Finaliste de la Coupe du monde : 2002 (Allemagne).
- Vainqueur de la Ligue des champions : 2001 (Bayern Munich).
- Vainqueur de la Coupe UEFA : 1997 (Shalke 04).
- Finaliste de la Supercoupe de l'UEFA : 2001 (Bayern Munich).
- Champion d'Allemagne : 1999, 2000, 2001, 2003 et 2005 (Bayern Munich).
- Vainqueur de la Coupe d'Allemagne : 2003 (Bayern Munich).
- Vainqueur de la Coupe de la Ligue d'Allemagne : 2001 (Bayern Munich).